# Томография

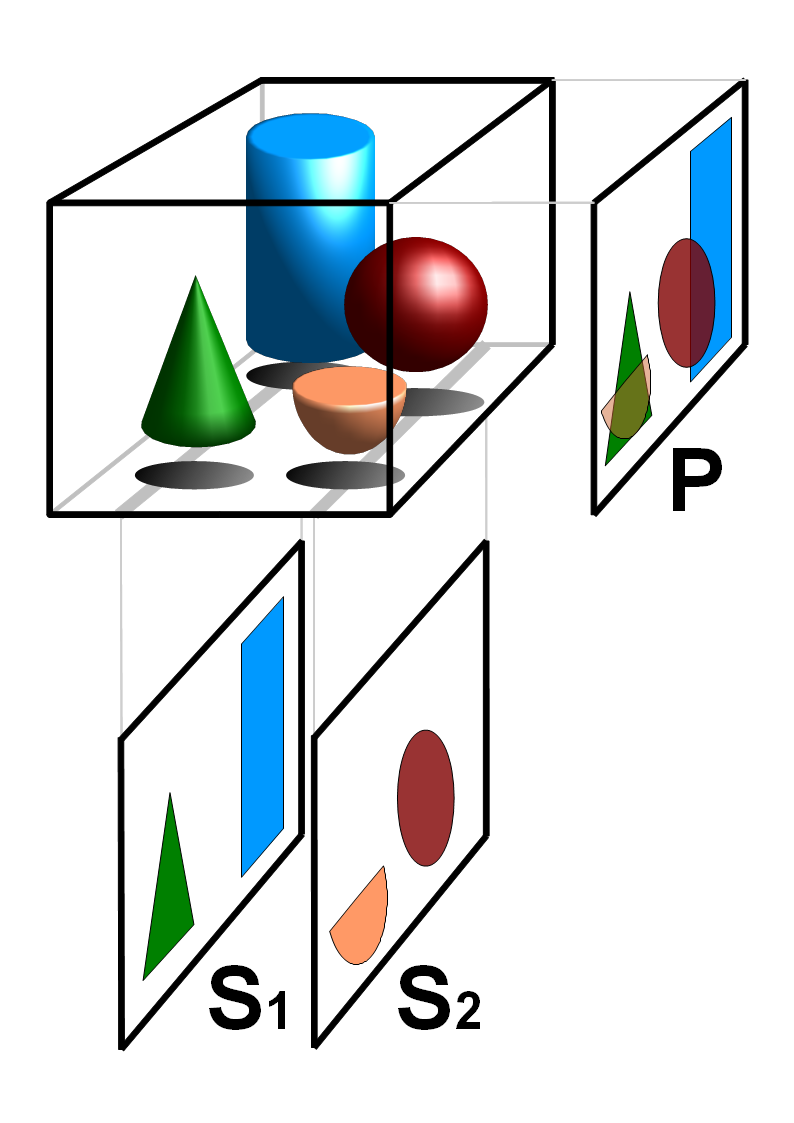
Томограммы (S_{1}, S_{2}) группы трёхмерных объектов и их проекция (P)

Томогра́фия (др.-греч. τομή — сечение и γράφω — пишу) — получение послойного изображения внутренней структуры объекта.

## Виды томографии

### Анатомическая томография
Анатомическая, или разрушающая томография (биотомия) основана на физическом выполнении срезов исследуемого организма с их последующей фиксацией с помощью химических веществ. Классическими примерами анатомической томографии являются пироговские срезы и изображения гистологических препаратов. Для сохранения формы организма при выполнении срезов организм фиксируется, например, путём замораживания.

### Реконструктивная томография
Реконструктивная, или неразрушающая томография — получение тем или иным способом информации о распределении интересующего параметра в объекте большей размерности по его проекциям меньшей размерности без разрушения объекта; антоним анатомической томографии. В объём понятия входят аналоговая реконструктивная томография и вычислительная (компьютерная) томография.
Аналоговая реконструктивная томография — реконструктивная томография, использующая для восстановления распределения параметра объекта не цифровые, а аналоговые вычислительные устройства (например, оптические).
Метод был предложен для рентгенологического исследования французским врачом Бокажем и реализован в виде аппарата (названного «томографом») итальянским инженером Валлебоной (и, примерно в то же время, инженерами из других стран) в 1920-х — начале 1930-х годах, и был основан на перемещении двух из трёх компонентов рентгенографии (рентгеновская трубка, рентгеновская плёнка, объект исследования). Томограф позволял получить один снимок — изображение слоя, лежащего на выбранной глубине исследуемого объекта. Наибольшее распространение получил метод съёмки, при котором исследуемый объект оставался неподвижным, а рентгеновская трубка и кассета с плёнкой согласованно перемещались в противоположных направлениях. При синхронном движении трубки и кассеты четким на плёнке получается только необходимый слой, потому что только его вклад в общую тень остаётся неподвижным относительно плёнки, всё остальное смазывается, почти не мешая проводить анализ полученного изображения. Метод получил название классическая, или линейная томография. В настоящее время доля последнего метода в исследованиях в мире уменьшается в связи со своей относительно малой информативностью и высокой лучевой нагрузкой.
В медицине при диагностике заболеваний зубочелюстной системы широко используется панорамная томография. За счёт движения излучателя и кассеты с рентгеновской плёнкой по специальным траекториям выделяется изображение в форме цилиндрической поверхности. Это позволяет получить снимок с изображением всех зубов пациента.
Вычислительная томография — область математики, занимающаяся разработкой математических методов и алгоритмов реконструкции внутренней структуры объекта по проекционным данным — цифровым снимкам объекта, сделанным посредством многократного просвечивания этого объекта в различных пересекающихся направлениях. Внутренняя структура, как правило, представляется в воксельной форме. Получение массива вокселей по массиву проекционных снимков называется прямой томографической задачей. К области вычислительной томографии также относится и решение обратной томографической задачи — формирование произвольного проекционного вида на основании известной внутренней структуры.
Вычислительная томография является теоретической основой компьютерной томографии — метода получения послойных изображений объекта в трёх плоскостях с возможностью их трёхмерной реконструкции. Чаще всего под компьютерной томографией подразумевается рентгеновская компьютерная томография (КТ).
В отличие от рентгеновской КТ, магнитно-резонансная томография (МРТ) использует электромагнитные волны низких энергий и при частом использовании не представляет опасности для пациента. МРТ и КТ имеют различия и применяются в разных случаях, они не взаимозаменяемы.

## История томографии
- До XX в. математики Фредгольм и Абель исследуют свойства семейства интегральных уравнений, позже ставших основой томографии.
- В 1895 г. В. К. Рентген открывает проникающие «Х-лучи», позже названные его именем — «рентгеновские».
- В 1905 г. Я. Ван-Циттерт осуществил томографическое измерение распределение яркости далёкой звезды по радиусу как численное обратное преобразование Абеля.
- В 1917 году австрийский математик Иоганн Радон предложил способ обращения интегрального преобразования, впоследствии получившего его имя, благодаря которому стало возможно восстанавливать изначальную функцию, зная её преобразование. Однако в то время работа Радона не попала в поле зрения исследователей и вскоре была незаслуженно забыта современниками.
- В 20-х гг. XX в. французский врач Бокаж изобрёл и запатентовал томографический механический сканер, который должен был оставлять на рентгенограмме неразмытым только заданный слой тела пациента. Это называлось «рентгеновская планиграфия», а также «биотомия», а позже было названо «классическая томография».
- В 1930 г. итальянский инженер А. Валлебона реализовал идею сканера, предложенную Бокажем, на практике.
- В 1934 г. В. И. Феоктистов создал первый в СССР действующий рентгеновский томограф.
- В 1937 г. польский математик Качмаж опубликовал алгоритм, который впоследствии был использован Кормаком и Хаунсфилдом без ссылки на автора.
- В 1937 г. И. Раби открыл новое явление — ядерный магнитный резонанс (ЯМР) в изолированном ядре.
- В 1938 г. А. Ощепков изобрёл СВЧ-интроскопию.
- В 1941 г. А. Н. Тихонов изобрёл метод регуляризации, сделавший возможным реконструкцию при неточных проекциях.
- 1941—1945 гг. Рентгеновские, гамма- и нейтронные интроскопы с вычислительной томографической обработкой по Тихонову осуществлены в СССР для задач дефектоскопии в авиационной и пушечной отраслях промышленности, а к концу войны — и для контроля объёмного распределения процессов в ядерных реакторах.
- В 1944 г. Е. К. Завойский открыл новое явление — электронный парамагнитный резонанс (ЭПР).
- В 1946 г. Ф. Блох и Э. Парселл повторили открытие И. Раби в конденсированных средах.
- В 1953 г. И. А. Бочек изобрёл стохастическую версию алгоритма Качмажа, избавившую реконструкции от регулярных артефактов и значительно увеличивший качество изображений.
- В 1953 г. советский математик Вайнштейн доказал теорему о связи минимального достаточного количества проекций с группой симметрии объекта, резко упростившую томографию.
- В 1960 г. В. А. Иванов изобрёл ЯМР-томографию («внутривидение» на основе ядерного магнитного резонанса).
- В 1963 году американский физик А. Кормак повторно (но отличным от Радона способом) решил задачу томографического восстановления, а в 1969 году английский инженер-физик Г. Хаунсфилд из фирмы EMI Ltd. сконструировал «EMI-scanner» — первый компьютерный рентгеновский томограф, чьи клинические испытания прошли в 1972 году. В 1979 году Кормак и Хаунсфилд «за разработку компьютерной томографии» были удостоены Нобелевской премии по физиологии и медицине.
- В 1991 г. в одном из крупнейших медицинских учреждений СССР (Всесоюзный научный центр психического здоровья АМН СССР) был установлен 1-й отечественный МР-томограф «Образ-1», произведённый научно-производственной фирмой «Аз», который до сих пор[когда?] эксплуатируется.
- В 2003 за изобретение метода магнитно-резонансной томографии Нобелевскую премию по физиологии и медицине получили Питер Мэнсфилд и Пол Лотербур.
- В 2010 году создана так называемая четырёхмерная электронная томография — техника визуализирования динамики трёхмерных объектов во времени. Эта техника позволяет наблюдать за пространственно-временными характеристиками микрообъектов[2][3].

## Классификация видов томографии

### Взаиморасположение источника зондирующего излучения, объекта и детектора
С точки зрения взаиморасположения источника зондирующего излучения, объекта и детектора томографические методы могут быть разделены на следующие группы:
- трансмиссионные — регистрируется зондирующее внешнее излучение, прошедшее через пассивный (неизлучающий) объект, частично ослабляясь при этом (тень от объекта);
- эмиссионные — регистрируется излучение, выходящее из активного (излучающего) объекта с некоторым пространственным распределением источников излучения;
- комбинированные трансмиссионно-эмиссионные (люминесцентные, акустооптические и оптоакустические и др.) — регистрируется вторичное излучение от источников, распределённых по объёму объекта и возбуждённых внешним излучением;
- эхозондирование — регистрируется зондирующее внешнее излучение, отражённое от внутренних структур пассивного объекта.

### Размеры исследуемых объектов
- Микроуровень (микротомография) — исследуются объекты размером с отдельную клетку.
- Уровень объектов, соизмеримых с человеческим телом (от отдельного органа или лабораторной мыши до самолёта).
- Макроуровень — атмосферные явления (облака, циклоны, торнадо), планеты и звёзды.

### Сфера применения
По сфере применения выделяют:
- медицинскую томографию — вид медицинской визуализации и медицинской диагностики[4][5][6];
- промышленную (техническую) томографию — как вид дефектоскопии;
- томографию макрообъектов.

### Зондирующее излучение
- Томография с использованием звуковых волн (в том числе сейсмических):
  - ультразвуковая томография (УЗТ);
  - сейсмическая томография.
- Томография с использованием электромагнитного излучения:
  - радионуклидная эмиссионная томография (гамма-излучение);
    - однофотонная эмиссионная томография (ОФЭКТ);
    - двухфотонная эмиссионная или позитронно-эмиссионная томография (ПЭТ);

  - рентгеновская томография;
    - рентгеновская компьютерная томография (КТ, РКТ);

  - оптическая (лазерная) томография (ОТ);
  - томография в радиодиапазоне.
- Томография с использованием электромагнитных полей:
  - магнитно-резонансная томография (МРТ);
  - электро-импедансная томография.
- Томография с использованием элементарных частиц:
  - нейтронная томография;
  - электронная и позитронная томография;
  - протонная томография;
  - нейтринная томография.

## Томографические алгоритмы
Известны несколько тысяч алгоритмов, применяемых для задач вычислительной (реконструктивной) томографии. Их можно объединить в несколько больших основных групп.
Со времён Абеля, Радона, Вайнштейна применялись алгоритмы аналитического обратного преобразования. Математической особенностью этих задач является то, что они принадлежат к классу некорректно по Адамару поставленных задач, как правило, родственных интегральным уравнениям Фредгольма. Эффективным средством их решения при конечном числе проекций является метод регуляризации академика А. Н. Тихонова, развитый впоследствии Филлипсом, Арсениным, Ягломом, Тананой и многими др.
Для осесимметричных систем применяют непосредственно обратное преобразование Абеля. Его дискретная версия впервые была применена Ван-Циттертом для задачи разрешения сверх предела Рэлея.
Для двухмерных систем, описываемых двумя разделяющимися переменными, применяют элементарное преобразование Агравала и Содха. Для систем с известной группой симметрии теорема Вайнштейна указывает наименьшее число проекций, достаточных для точной реконструкции системы.
С 1940-х годов (Тихонов и др.) томографические задачи для 2- и 3-мерных объектов поддаются решению численными методами. Численная дискретная модель системы интегральных уравнений сводится, в конечном итоге, как правило, к особенной (недоопределённой либо, напротив, переопределённой и несовместной) системе линейных уравнений большого размера, причём с размерностью от 3- и 4- (для двумерной томографии) до 5- и 6-мерной (для трёхмерной томографии). В экспериментальной ядерной физике и физике пучков заряженных частиц известна четырёхмерная томография (Sandia National Laboratories, Brookhaven National Laboratory, CERN, Исследовательский центр им. М. В. Келдыша, МФТИ и др.).
Таким образом, решение таких систем классическими «точными» методами (Гаусса-Жордана и т. п.) нереально вследствие кубически (по числу элементов объекта =NM, где N — характерный линейный размер объекта, M — размерность) больших вычислительных затрат (что доказано теоремой Клюева — Коковкина — Щербака). Например, для двухмерных задач порядка 100×100 потребуется порядка 1 трлн операций с накоплением погрешностей округления, а для 3-мерных 100×100×100 — порядка 1018 операций, что соответствует времени порядка 1 часа счёта на суперкомпьютерах производительностью десятки петафлоп.
Таким образом, класс 1 вычислительно неудовлетворителен. Для их решения применяют три иных класса алгоритмов:
- класс 2 — безытерационное обратное преобразование разложения проекций по ортогональным функциям (Фурье, Чебышёва, Котельникова, Хартли, Уолша, Радемахера и др.);
- класс 3 — регуляризация по Тихонову (или без неё до заранее оценённого предела сверхразрешения Косарева) в сочетании с итерационными методами многомерного поиска — спуска, Монте-Карло и др.;
- класс 4 — Регуляризация по Тихонову (или без неё до заранее оценённого предела сверхразрешения Косарева) в сочетании с итерационными проекционными алгоритмами. Все проекционные алгоритмы базируются на теореме математика Банаха (г. Львов) о сжимающих отображениях. Важным их достоинством является гарантированная и устойчивая сходимость итераций. Ещё более важным их достоинством для многомерной томографии является радикально более низкая вычислительная трудоёмкость — квадратичная по N**M. Для вышеуказанных параметров объекта в двухмерном случае это пропорционально 100 млн операций и числу итераций, то есть порядка 1 часа счёта на рядовой современной ПЭВМ (для итераций первого порядка) и порядка 1 сек. для итераций второго порядка. В трёхмерном случае (100×100×100) это пропорционально 1 трлн операций и числу итераций, то есть порядка 1 сек. (если первого порядка) или порядка 1 миллисекунды (если второго порядка) на супер-ЭВМ.

Первые технические и биологические вычислительные интроскопы-томографы в СССР (1940—1950-е годы) и первые медицинские вычислительные томографы в США (1970-е годы) фактически использовали ряд версий метода польского математика Качмажа (1937), в том числе советского математика И. А. Бочека (1953, МФТИ). Так, награждённые Нобелевской премией Кормак и Хаунсфилд использованный ими алгоритм Качмажа (обеспечивающий достижение точки наименьших квадратов) называли ART (1973); алгоритм советского математика Тараско (обеспечивающий достижение точки максимума правдоподобия, 1960-е годы, ФЭИ, Обнинск) они назвали MART; также они использовали алгоритм японского математика Кунио Танабэ (1972), являющийся релаксационной и сверхрелаксационной версией алгоритма Качмажа. Часто используется алгоритм Фридена (обеспечивающий достижение точки максимума энтропии). Стохастические методы перебора уравнений в проекциях (первым из таких была стохастическая версия алгоритма И. А. Бочека, опубликованная в 1971 году) позволяют избежать регулярных артефактов и значительно улучшить качество изображения.
Если для схем сканирования «тонкими лучами» система уравнений сравнительно хорошо обусловлена (следовательно, результат реконструкции мало чувствителен к неизбежным погрешностям измерений проекций), то для сканирования «толстыми лучами» (что характерно для задач ЯМР-томографии, УЗИ, ПЭТ, СВЧ-интроскопии Ощепкова, электротоковой томографии, система уравнений оказывается очень плохо обусловленной. Это приводит к резкому замедлению приближения итераций вышеупомянутых проекционных методов к решению. Для решения таких систем используют методы А. В. Горшкова (МФТИ) и С. Елсакова (ЮУрГУ), отличающиеся нечувствительностью к плохой обусловленности решаемых систем уравнений, а также, за счёт необходимого стохастического перебора уравнений в них, отсутствием регулярных артефактов, и, наконец, скоростью сходимости (в практических задачах) на 2—3 порядка большей, чем указанные ранее.
Для нелинейных уравнений и томографии объектов большой размерности (трёхмерной в медицине, науке и технике, 4-, 5-, 6-мерной в ядерной физике и физике плазмы и пучков заряженных частиц, в ускорительной технике) эффективным методом решения являются варианты метода Монте-Карло в метрических пространствах большой размерности.
Алгоритм советского и российского математика А. А. Абрамова одновременных сжимающих итерации к решению и итерации к ортогонализации обеспечивает гарантию устойчивой сходимости к решению и заодно весьма точную оценку погрешности и скорости реконструкции. Укажем, что в плохо обусловленных системах в качестве его элементарных итераций рекомендуются не итерации первого порядка (Качмажа-Бочека, Тараско, Фридена и т. п.), а второго порядка (Горшкова, Елсакова и др.), или даже (в случае необходимости, пока не встреченной в практических задачах) итерации 3-го или большего порядков.
Заметим, что не следует без необходимости использовать итерации слишком высоких порядков, так как вычислительные затраты на них при неограниченном увеличении порядка итерации стремятся к кубическим (по N**M) (как у прямого обращения Гаусса-Жордана).
Для решения вычислительных задач синфазных УЗ-, СВЧ-, СБММ- и электропотенциальной томографии используют алгоритм академика Лаврентьева.